# Tênis em cadeira de rodas nos Jogos Para-Sul-Americanos de 2014
As competições de tênis em cadeira de rodas nos Jogos Para Sul-Americanos de 2014 foram disputadas entre os dias 27 e 30 de março na Corte Central de Tênis, em Santiago.
Participaram atletas cadeirantes com deficiências que afetem uma ou ambas as pernas, como amputações, lesões medulares ou paralisia. Atletas tetraplégicos usam cadeiras motorizadas e competem na modalidade quad, aberta para ambos os gêneros, embora nenhuma mulher tenha sido inscrita nesta modalidade.

## Calendário
| ● | Classificação | ● | Competições | ● | Finais |

| Março                     | S  | T  | Q  | Q  | S  | S  | D  | T |
| Março                     | 24 | 25 | 26 | 27 | 28 | 29 | 30 | T |
| ------------------------- | -- | -- | -- | -- | -- | -- | -- | - |
| Tênis em cadeira de rodas |    |    |    |    |    | 3  | 3  | 6 |

## Eventos
- Simples masculino
- Simples feminino
- Simples quad
- Duplas masculinas
- Duplas femininas
- Duplas quad

## Medalhistas
Masculino
| Evento           | Ouro              | Prata               | Bronze               |
| Simples detalhes | BRA Carlos Santos | CHI Robinson Méndez | BRA Daniel Rodrigues |
| Duplas detalhes  | BRA Brasil        | CHI Chile           | COL Colômbia         |

Feminino
| Evento           | Ouro                     | Prata               | Bronze                  |
| Simples detalhes | BRA Natália Costa Mayara | COL Angélica Bernal | CHI Macarena Cabrillana |
| Duplas detalhes  | CHI Chile                | BRA Brasil          | COL Colômbia            |

Quad
| Evento           | Ouro                 | Prata           | Bronze            |
| Simples detalhes | BRA Ymanitu da Silva | CHI Pablo Araya | ECU Edison Molina |
| Duplas detalhes  | CHI Chile            | BRA Brasil      | ECU Equador       |

## Quadro de medalhas
País-sede destacado
| Ordem | País      | Medalha de ouro | Medalha de prata | Medalha de bronze | Total |
| ----- | --------- | --------------- | ---------------- | ----------------- | ----- |
| 1     | Brasil    | 4               | 2                | 1                 | 7     |
| 2     | Chile     | 2               | 3                | 1                 | 6     |
| 3     | Colômbia  |                 | 1                | 2                 | 3     |
| 4     | Equador   |                 |                  | 2                 | 2     |
|       | Argentina |                 |                  |                   | 0     |
|       | Peru      |                 |                  |                   | 0     |
|       | Venezuela |                 |                  |                   | 0     |
| TOTAL | TOTAL     | 6               | 6                | 6                 | 18    |